# Carl Maston

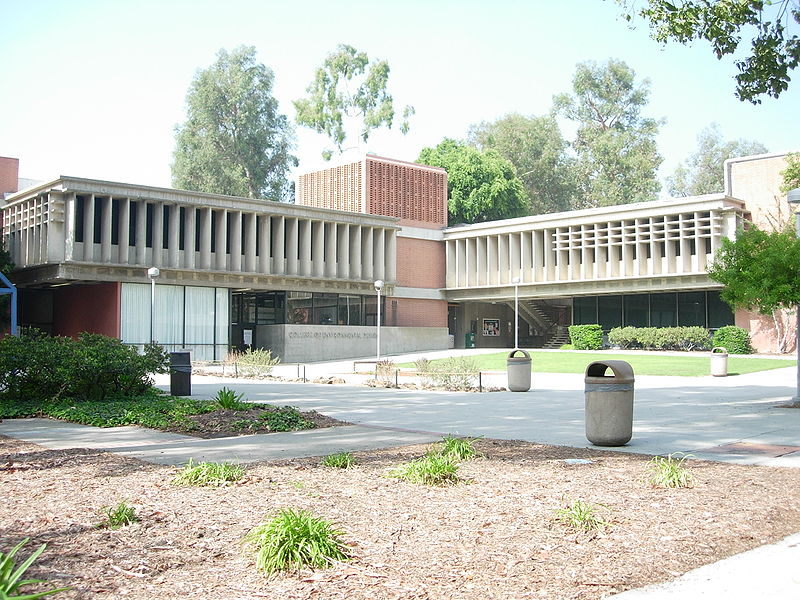
Cal Poly Pomona Edificio 7

Carl L. Maston (nacido Carl Mastopietro, 17 de junio de 1915 – el 31 de mayo de 1992) fue un influyente arquitecto moderno de Los Ángeles a mediados del siglo XX.

## Biografía
Maston nació de padre italiano y madre inglesa. En última instancia eligió la profesión de la arquitectura sobre una carrera en la música, 
Maston ha diseñado más de 100 edificios, incluyendo residencias privadas, edificios de apartamentos, centros comerciales y proyectos institucionales a gran escala. Después de graduarse de la Universidad del Sur de California, trabajó para las oficinas de Floyd Rible, A. Quincy Jones, Fred Emmons, Phil Daniel, y Allied Architects.
Después de servir en la Segunda Guerra Mundial, Maston volvió a Los Ángeles y abrió su
primera oficina en Beverly Hills. En 1946, fue el encargado de construir los
Apartamentos Pandora, marcando el inicio de su experimentación con el
diseño de apartamentos jardín. En 1954, Maston completó su porción del complejo de apartamentos Nacional Boulevard (Maston
ha diseñado un edificio y el arquitecto Ray Kappe el otro). En 1960, diseñó el ahora demolido Centro de Patinaje sobre Hielo Valley que contó con una bóveda de cañón de tracción de hormigón como techo. Entre sus más destacados logros están el Cal Poly Pomona College de Diseño Ambiental, y el Edificio de las Artes Creativas, de la Universidad Estatal De California, San Bernardino.
En la década de 1980 se casó con Edith Carissimi, quien durante cuatro décadas, dirigió Musso & Frank Grill, el restaurante más antiguo de Hollywood y lugar famoso de celebridades.

## Obras
De su trabajo residencial, la Residencia Thies, la Casa Hillside y la Residencia Maston han sido recientemente renovadas por el creador de Glee, Ryan Murphy y publicadas. La Casa Maston de tres habitaciones en Marmon Avenue, es según Dwell: "Una de las verdaderas obras maestras del movimiento modernista ... Maston no se apartó de su paleta habitual de madera, hormigón y vidrio para difuminar efectivamente las líneas entre el interior y el exterior en su casa de familia."
El Colegio de Diseño Ambiental Cal Poly Pomona todavía se encuentra en condiciones casi originales. La única modificación es una adaptación sísmica que agregó varias lazos de hormigón expuestos alrededor de las partes de ladrillo del edificio. The Los Angeles Conservancy observó "Con su hormigón, ladrillo y vidrio expuestos, el diseño de Maston se expresa en un lugar funcional y estéticamente agradable para que los estudiantes practiquen su oficio".